# Pterygopappus
Pterygopappus is een geslacht van kussenvormende planten uit de composietenfamilie (Asteraceae). Het geslacht telt een soort die endemisch is op het Australische eiland Tasmanië.

## Soorten
- Pterygopappus lawrencii Hook.f.